# بين هانفورد
بين هانفورد هو سياسي أمريكي، ولد في 1861 في كليفلاند في الولايات المتحدة، وتوفي في 1910 في نيويورك في الولايات المتحدة. نشط حزبياً في الحزب الاشتراكي الأمريكي.